# 오토 펠릭스
오토 펠릭스(Otto Felix, 1942년 12월 31일 ~ 2008년 12월 13일)는 미국의 배우, 사진가, 텔레비전 배우이다.

## 방송
- 더 폴 가이

## 영화
- 아웃 오브 디즈 룸스 (2002년)
- 제임스 딘(영어판) (2001년)
- 천국의 남쪽 지옥의 서쪽 (2000년)
- 더 폴 가이 (1981년)
- 채터박스 (1977년)